# Antonio Bonamici
Antonio Bonamici (Prato, 1813 – Pistoia, 1898) è stato un letterato italiano.
Sacerdote e docente al seminario di Pistoia, nel 1896 donò oltre 20.000 ritratti incisi alla Biblioteca nazionale di Firenze.